# Mešita Sidna Ali
Mešita Sidna Ali (arabsky مسجد سيدنا علي, Masdžid Sidna Ali, hebrejsky מסגד סידנא עלי, Misgad Sidna Ali) je mešita, nacházející se ve vylidněné vesnici Al-Haram na pláži v severní části izraelského města Herzlija.

## Historie
Mešita byla postavena ve 13. století podle mamlúcké konstrukce na počest jednoho ze Saladinových velitelů, který statečně bojoval proti křižákům a zemřel v bitvě na kopci, na kterém dnes mešita stojí. Svatyně se nachází vně budovy a mešita samotná má jeden minaret. V průběhu století byla stavba přebudována na karavansaraj a v roce 1992 prošla rekonstrukcí.
V současnosti slouží jako mešita a náboženská škola.